# 吳良好
吳良好，大紫荊勳賢，GBS，JP（平話字：Gó Lió̤ng-hô̤，粵拼：ng4 loeng4 hou2，1951年9月—），人稱「西裝大王」，中国大陆和香港企业家。全國政協常委（第十至十四屆港區全國政協委員），香港福建社團聯會榮譽主席。
生于福建仙游，80年代來香港發展，1987年正式創辦金威集團（中國林大 (0910.HK)前身）、浩亨集團、中科納米技術工程中心等行業，他是金威集團控股有限公司董事局主席，在香港和中国大陆擁有時裝衣服35年經驗。

## 相關連結
- 永不滿足成就西裝大王 在“快人一步”中賺錢（页面存档备份，存于）
- 在莆投資大有可為───訪市政協委員吳良好